# 弥太郎第2雨水幹線
弥太郎第2雨水幹線（やたろう だいに うすいかんせん）は、埼玉県北葛飾郡松伏町を流れる排水路である。

## 概要
この弥太郎第2雨水幹線は北葛飾郡松伏町を流下しており、上流域に所在している宅地などの市街地からの都市排水を集めながら流下する。水質は最悪で、ヘドロが溜まり悪臭を放っている。流域周辺は主に農地となっている。なお、流路の詳細に関しては下記の流路節を参照されたい。

## 流路
- 北葛飾郡松伏町大字松伏（北側）と大字上赤岩（南側）の境界を南西に向かい流下する。
- やがて北西方より流下してくる弥太郎第1雨水幹線へと至り、合流・終点となる。
- 終点：弥太郎第1雨水幹線

## 橋梁

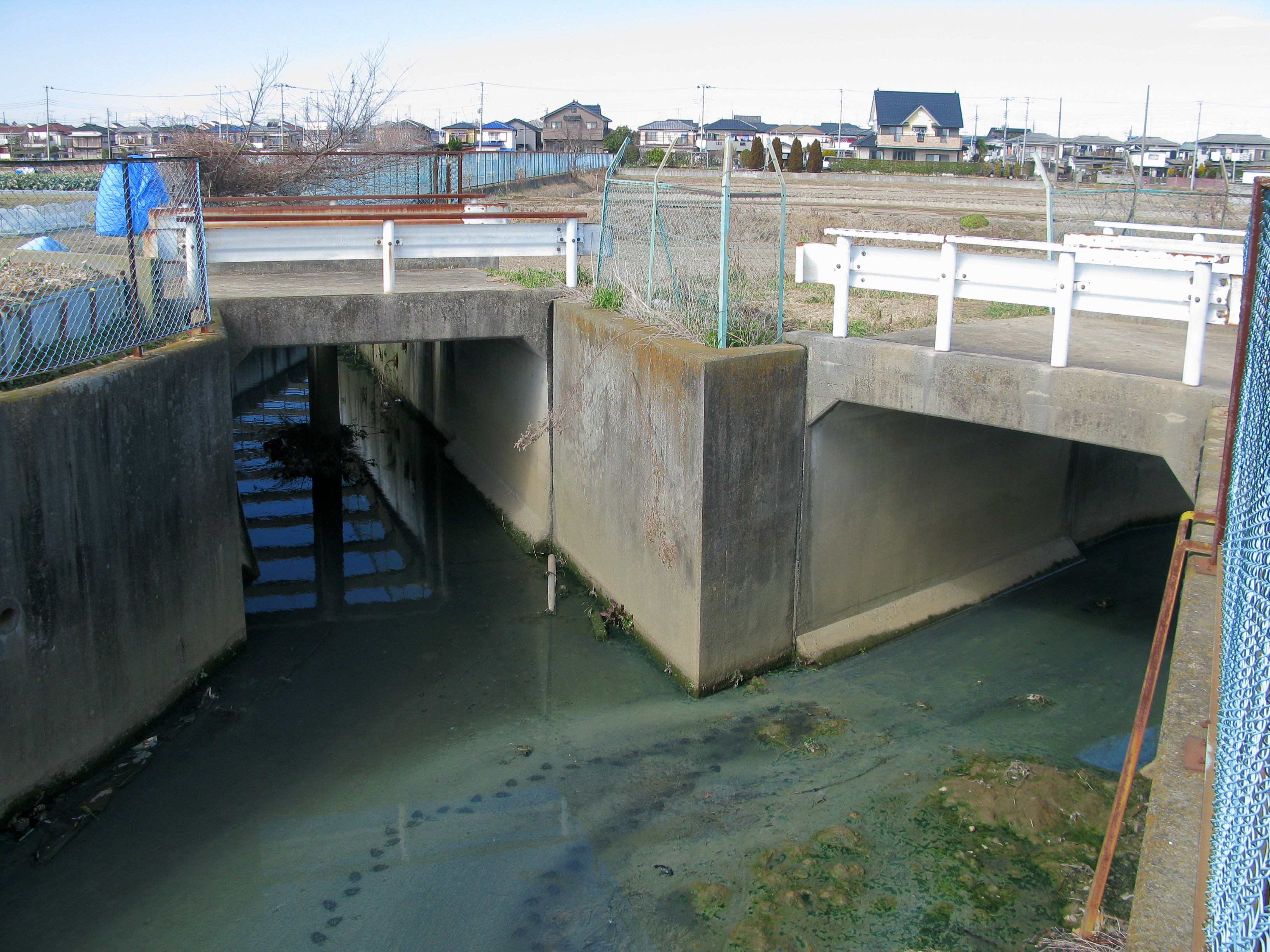
弥太郎第2雨水幹線と弥太郎第1雨水幹線の合流点

当川の起点（暗渠の出口）付近と、弥太郎第1雨水幹線への合流点の直前に町道としてそれぞれ一橋ずつ架かる。
名前は付けられていない。